# Chris Ferguson
Christopher Philip Ferguson, più noto come Chris Ferguson (Los Angeles, 11 aprile 1963), è un giocatore di poker statunitense.
Soprannominato Jesus per via dell'aspetto, ha vinto il Main Event delle World Series of Poker 2000, guadagnando la cifra di 1.500.000 dollari.
Oltre alla vittoria del 2000 Ferguson vanta altri 5 braccialetti delle World Series of Poker, in differenti specialità: Seven Card Stud, Omaha Hi-Lo Split Eight or Better e modalità mista (Limit Hold'em/Seven Card Stud).
Ferguson ha disputato il suo primo Main Event delle WSOP nel 1995.
Nel 2005 e 2006 ha chiuso al secondo posto il National Heads-Up Poker Championship, torneo poi vinto nel 2008.
Alle World Series Of Poker Europe 2017, dopo 14 anni, vince il suo sesto braccialetto, in specialità Omaha Hi-Low Split Eight or Better.

## Braccialetti
| Anno | Torneo                                             | Premio (US$) |
| ---- | -------------------------------------------------- | ------------ |
| 2000 | $2.500 Seven Card Stud                             | $151.000     |
| 2000 | $10.000 No Limit Texas hold 'em World Championship | $1.500.000   |
| 2001 | $1.500 Omaha Hi-Lo Split Eight or Better           | $164.735     |
| 2003 | $2.000 Omaha Hi-Lo Split Eight or Better           | $123.680     |
| 2003 | $2.000 1/2 Limit Hold'em - 1/2 Seven Card Stud     | $66.220      |
| 2017 | €1.650 Omaha Hi-Lo Split Eight or Better           | $45.677      |